# Deine Juliet (Buch)
Deine Juliet ist ein zweiteiliger Briefroman von Mary Ann Shaffer aus dem Jahre 2008, der erstmals 2009 bei Rowohlt auf Deutsch erschien und von Margarete Längsfeld und Martina Tichy übersetzt wurde. Der Originaltitel lautet: The Guernsey Literary and Potato Peel Pie Society.

## Entstehungsgeschichte
Die Idee zu diesem Buch kam Shaffer, als sie nach einer erfolglosen Recherche zu einer anderen Biografie im Urlaub am Flughafen Guernseys festgesessen und im Buchladen dort mehrere Werke zur deutschen Besetzung der Kanalinseln im Zweiten Weltkrieg gelesen hatte. Ihr Verlag verlangte jedoch weitreichende Änderungen an dem schon 2006 fertiggestellten Buch, die sie aufgrund ihres schlechter werdenden Gesundheitszustandes nicht mehr selbst vornehmen konnte, sodass sie diese Aufgabe an ihre Nichte, die Kinderbuchautorin Annie Barrows weitergab. 

2018 wurde der Stoff von Mike Newell verfilmt.

## Aufbau
Im Zentrum des zweiteiligen Buches steht die englische Autorin Juliet Ashton. Der Roman besteht überwiegend aus Briefen und Telegrammen von ihr und an sie. Im ersten Teil befindet sich Juliet in England und stößt bei ihrer Suche nach einem neuen Thema auf einen Guernseyer Buchklub. Sie tauscht mit mehreren Mitgliedern Briefe aus und freundet sich mit ihnen an.
Im zweiten Teil ist Juliet nach Guernsey gereist, um ihre neuen Freunde persönlich zu treffen.

## Inhalt
Erster Teil: England, 1946. Juliet Ashton, die während des Krieges eine beliebte Kolumne geschrieben hatte, die gerade erfolgreich in Buchform erschienen ist, ist auf der Suche nach einem Thema für ein neues Buch. Für die Times soll sie derweil eine Artikelserie über den Wert des Lesens schreiben. Als sie auf den Club der Guernseyer Freunde von Dichtung und Kartoffelschalenauflauf aufmerksam wird, nimmt
sie deshalb Kontakt mit den Mitgliedern auf, um sich nach der Entstehung des Clubs und seines seltsamen Namens zu erkundigen. Sie erfährt, dass der Club aus einer Notlüge entstanden ist. Während der deutschen Besetzung hatten einige Mitglieder gegen die Ausgangssperre verstoßen und waren von einer deutschen Streife angehalten worden. Sie gaben an, vom Treffen ihres Literaturklubs zu kommen (Tatsächlich hatte man illegal ein Schwein geschlachtet und verspeist). Um die Legende aufrechtzuerhalten, traf man sich fortan tatsächlich regelmäßig um über Bücher und Literatur zu sprechen. Für die meisten Mitglieder, die vor der Gründung des Clubs kaum je etwas gelesen hatten außer der Bibel, Saatkatalogen und dem Fachblatt für Schweinezüchter, eine ganz neue Erfahrung.

Juliet erfährt immer mehr über die Mitglieder des Clubs und freundet sich mit ihnen an. Sie beginnt sich vor allem über die immer entbehrungsreichere Besatzungszeit auf den Kanalinseln zu interessieren, über die sie wie die meisten Briten eigentlich gar nichts weiß.
Eine zentrale Figur in den Berichten der Klubmitglieder ist die junge, unkonventionelle Elizabeth. Die warmherzige Engländerin hatte eine Affäre mit einem deutschen Armeearzt, der später fiel. Ihre gemeinsame dreijährige Tochter Kit wächst zurzeit bei den Klubmitgliedern auf, nachdem Elizabeth von den Deutschen verhaftet und fortgebracht worden war. Sie hatte einen polnischen Zwangsarbeiter versteckt und war verraten worden.

Unterstützt von ihrem Freund und Verleger Sidney überlegt Juliet, ein Buch über die Besatzungszeit auf Guernsey zu schreiben und auf die Insel zu reisen.
Zweiter Teil, Guernsey: Juliet wird herzlich aufgenommen und fühlt sich sehr wohl in der neuen Umgebung. Vor allem der ruhige Schweinebauer Dawsey Adams, der sich nebenbei für allerlei Handwerkerdienste verdingt und mit dem sie eine Vorliebe für Charles Lamb teilt, nimmt sie für sich ein. Daneben schließt sie Freundschaft mit Isola, Amelia und Eben, die auch zu der Klubgemeinschaft zählen.

Von der ehemaligen französischen KZ-Insassin Remy erfahren sie schließlich, dass Elizabeth im KZ Ravensbrück erschossen wurde. Juliet kümmert sich mehr und mehr um Kit und erfährt immer mehr von deren Mutter Elizabeth. Sie beschließt daraufhin, Elizabeth ins Zentrum ihres Buches zu rücken.

Nebenbei kümmern sich die Freunde auch noch um Remy, die sie nach Guernsey holen. Auch Juliets Verleger Sidney kommt auf die Insel und freundet sich mit Isola an, bei der er wohnt. Er erhält von ihr Briefe, die Oscar Wilde an ihre Großmutter geschrieben hatte.

Juliet, die zwischenzeitlich ihren hartnäckigen amerikanischen Verehrer abgewiesen hat, will auf Guernsey bleiben und Kit adoptieren. Nachdem sie erkennt, dass Dawsey ebenso in sie verliebt ist, wie sie in ihn, macht sie ihm einen Heiratsantrag, den er annimmt.

## Kritik
In der FAZ schreibt von Felicitas von Lovenberg am 3. April 2009: „Deine Juliet“ ist kein literarisches Meisterwerk, aber ein Kleinod, ein wunderbares, tatsächlich bezauberndes Buch (…). Der Charme des Buches liegt vor allem in den humorvoll-exzentrischen Charakterbildern. (…) Und Leid und Entbehrungen der Kriegs- und Nachkriegszeit rücken in einer Finanzkrise, die noch niemandem die Butter vom Brot nimmt, die Perspektive zurecht.
In seiner Ausgabe vom 16. Mai 2012 urteilt der Kölner Stadt-Anzeiger: Das Buch beschreibt (...) lauter liebenswerte Kleinigkeiten, die Guernsey so besonders machen, und beleuchtet zudem ein Kapitel der spannenden Geschichte der Kanalinsel (...).

## Quelle
- Mary Ann Shaffer und Annie Barrows: Deine Juliet. Rowohlt Taschenbuch Verlag, Reinbek bei Hamburg, Sonderausgabe Juli 2011, ISBN 978-3-499-25652-3